# Семёнов, Владимир Владиславович
Владимир Владиславович Семёнов (род. 20 апреля 1967 года, Барнаул, РСФСР, СССР) — российский предприниматель, политический деятель. Депутат Алтайского Законодательного собрания, член комитета по бюджету и налогам, руководитель постоянного депутатского объединения — фракции «ЛДПР». Депутат Государственной Думы Федерального Собрания Российской Федерации пятого и шестого созывов от политической партии «Либерально-демократическая партия России».

## Биография

### Образование
1990 г. — Алтайский политехнический институт им. И. И. Ползунова специальность — «Технология машиностроения, металлорежущие станки и инструменты (специализация „Технология роботизированного производства“)» (специалист).

2017 г. — Сибирская Академия государственной службы, специальность — «государственное и муниципальное управление» (специалист).

### Профессиональная деятельность
- С 1985 по 1985 гг. — станочник Барнаульского станкостроительного завода.
- С 1985 по 1990 гг. — студент, Алтайский политехнический институт им. И. И. Ползунова.
- С 1990 по 1990 гг. — технолог по сбору пчелиного яда, ОАО «Пчела».
- С 1991 по 1998 гг. — инженер, ТОО «Рубеж».
- С 1999 по 2002 гг. — директор, ООО «Аливи-город».
- С 2002 по 2007 гг. — вице-президент, президент Ассоциации рекламных компаний Алтая «АРКА».
- С 2007 по 2007 гг. — генеральный директор, ООО «Барнаульская Сетевая Компания».
- С 2017 по настоящее время — председатель совета директоров, ОАО ПКФ «Силикатчик».

### Политическая деятельность
- 2004 г. — кандидат в депутаты Алтайского краевого Совета народных депутатов четвертого созыва от ЛДПР, по краевому списку.
- 2004—2007 гг. депутат Алтайского краевого Совета народных депутатов.
- С 2005 по 2011 гг. — координатор Алтайского регионального отделения
- 2007 г. — кандидат в депутаты Государственной Думы Федерального Собрания Российской Федерации пятого созыва от ЛДПР, второй в региональном списке (избран депутатом).
- 2007—2011 гг. — депутат Государственной Думы Федерального Собрания Российской Федерации пятого созыва от ЛДПР, член комитета по экономической политике и предпринимательству.
- 2011 г. — кандидат в депутаты Государственной Думы Федерального Собрания Российской Федерации шестого созыва от ЛДПР, возглавлял региональный список (избран депутатом).
- 2011 −2016 гг. — депутат Государственной Думы Федерального Собрания Российской Федерации шестого созыва от ЛДПР, заместитель председателя комитета по экономической политике, инновационному развитию и предпринимательству.
- 2016 г. — кандидат в депутаты Алтайского краевого Законодательного Собрания седьмого созыва от ЛДПР, второй по списку в общекраевой части (избран депутатом, руководитель фракции ЛДПР по настоящее время).
- 2018 г. — кандидат в губернаторы Алтайского края.
- с 2021 г. - депутат Алтайского краевого Законодательного собрания VIII созыва, глава комитета по промышленности, предпринимательству и туризму.[1]